# Греговце
Греговце (словен. Gregovce) је насељено место у општини Брежице, Посавска регија, Словенија.

## Историја
До територијалне реорганизације у Словенији било је у саставу старе општине Брежице.

## Становништво
У попису становништва из 2011. године, Греговце је имало 58 становника.
| Број становника према пописима | Број становника према пописима | Број становника према пописима |
| ------------------------------ | ------------------------------ | ------------------------------ |
| 1991                           | 2002                           | 2011                           |
| 72                             | 74                             | 58                             |

Напомена: Године 2018. промењена је граница и подручје насеља Греговце, што је последица усклађивања државне границе између Словеније и Хрватске.